# Кырчанов, Степан Фёдорович

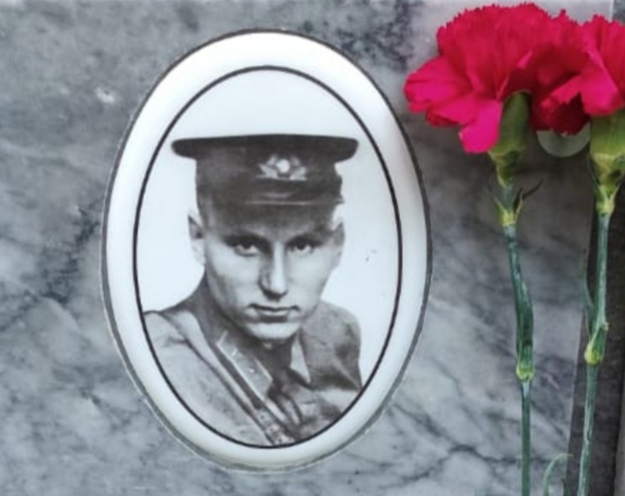
Кырчанов Степан Фёдорович

Степан Фёдорович Кырчанов (20.12.1917 ― 8.05.1992) — лётчик-истребитель (к июлю 1942 года совершил 130 (+) боевых вылетов, к февралю 1943 года в воздушных боях сбил восемь самолётов противника, из них два — тараном, (есть сведения о третьем таране, в настоящее время сведения  документально уточняются), командир партизанского отряда (Чехословакия, город Зволен). Почётный гражданин посёлка Томашевцы (Словакия), города Зволен (Словакия) и села Касторное (Курская область, РФ).l
Геолог, геологоразведчик, горный техник-электромеханик.

## Биография
Родился 7.12.1917 (по старому стилю, по новому стилю - 20.12.1917) в ныне не существующей деревне Кырчановщина (другое обозначение — Кырчановка  ) Халтуринского района (переименован в настоящее время) Кировской области в крестьянской семье, регистрация рождения - с. Тохтино Халтуринского района. Отец умер в 1921 году. После смерти отца Степан с матерью переехал к старшему брату в окрестности озера Таватуй: вначале поселились на разъезде Дедогор, затем в посёлке станции Таватуй (ст. Таватуй, дом 12).
После окончания в 1932 г. семилетней школы начал работать в Управлении Свердловской железной дороги (г. Свердловск) в качестве техника по учету вагонов, затем был переведен в Челябинск, в Управление Южно-Уральской железной дороги, где окончил курсы слесарей по ремонту автотормозов вагонов. В 1935—1939 гг. работал вначале слесарем, а затем осмотрщиком-бригадиром по ремонту автотормозов вагонов на станциях Челябинск и Свердловск-пассажирский, в свободное время занимался в изостудии, увлекался резьбой по дереву.
В 1939 г., после окончания, без отрыва от производства Свердловского аэроклуба, был направлен в военную летную школу. В это время проживал в Свердловске, на улице Быкова (в данное время ул. Братьев Быковых), в доме № 42. В этом же, 1939 году Степан призван Кагановичским военкоматом города Свердловска в армию. Учился в Молотовской (г. Пермь), затем в Чкаловской (г. Оренбург) авиационных школах.
Участие в Великой Отечественной Войне в качестве лётчика-истребителя. Тараны
С августа 1941 года по 5 июля 1942 года воевал в системе противовоздушной обороны в подразделениях, защищавших Купянск, а затем Горький и Рыбинск в должности лётчика-истребителя.
С 5 июля 1942 года — 721-й истребительный авиационный полк. Должности: лётчик-истребитель, командир авиа-звена, заместитель командира авиа-эскадрильи (в некоторых документах 721 истребительного авиа-полка Кырчанов упомянут как Керчанов Степан Фёдорович).
К середине июля 1942 года на боевом счету Кырчанова числилось пять сбитых самолётов противника (из них 1 — документально подтверждённый таран — 13.07.1942 г., в районе деревни Каменка Воронежской области) После тарана, в короткий срок — ещё три сбитых самолёта..

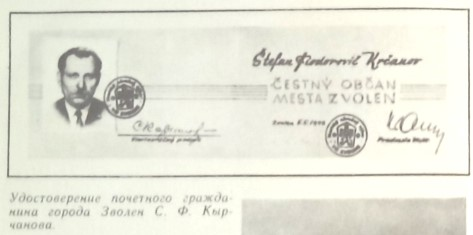
Кырчанов С. Ф. Удостоверение почётного гражданина г. Зволена

Командир полка Голубенков в наградном листе 27 июля писал:
… 13.07.42 г. группа наших истребителей в районе д. Каменка вступила в бой с шестью Ме-109. Тов. Кырчанов в этом бою был ранен в левую руку, а самолет, пилотируемый им, был подбит, загорелся и пошел вниз. Пилот не растерялся и решил во что то ни стало уничтожить фашистского стервятника. Принимает решение — пойти на таран. Заметив ниже себя одного Ме-109, Кырчанов направил свой самолет на вражеский, протаранил его и вместе с ним пошел горящим вниз… Сам Кырчанов воспользовался парашютом, искусно приземлился на своей территории. Вражеский самолет врезался в землю, а фашистский пилот погиб За мужество и геройство тов. Кырчанов достоин награды — ордена Ленина».Наградной лист от 27 июля 1942 года.
Из письма комиссара авиаполка, майора А, И. Голубенкова, адресованного матери пилота, Ольге Моисеевне Кырчановой, на уральскую станцию Таватуй
Командование части выражает Вам большую благодарность за то, что Вы воспитали такого мужественного и храброго сына. Он доблестно защищает нашу любимую Родину и Вашу спокойную старость… В одной из воздушных схваток он вступил в единоборство с тремя вражескими самолетами. Фашистам удалось подбить его машину, но Степан не покинул поле боя. Он пошел на таран и богатырским ударом сбил гитлеровца. А сам спасся, выбросившись с парашютом… Правительство наградило его орденом Красного Знамени. Отвечая на высокую награду, Степан за короткий срок сбил еще три самолета противника…»Командир полка Голубенков.

Специальный корреспондент газеты «Известия» Л. Кудреватых в статье "Удары по немецкому авиационному корпусу «Рихтгофен» 29 июля 1942 г. писал о таране, совершённом 13.07.1942 следующее: 
"Лейтенант Кырчанов во время воздушного боя был ранен. Мотор его машины получил серьезные повреждения. Кырчанов пошел на свой аэродром. За ним погнались три немецких истребителя. Тогда Кырчанов таранил немецкую машину. Оба самолета в воздухе распались на куски. Кырчанову удалось выброситься на парашюте. Немецкий летчик разбился".
После госпиталя вернулся в свой полк. Член КПСС с 6 августа (15 сентября) 1942 г.

О втором таране Кырчанова С. Ф., помимо тарана у деревни Каменка, сообщают, как минимум, четыре не связанных между собой источника:

«15 сентября 1942 года под Сталинградом, в звании младшего лейтенанта в составе 721-го ИАП сбил самолет Ju-88. Согласно немецким данным 15 сентября от таранного удара в районе реки Царица был потерян самолет Ju 88А-4 (w/n 5749, борт F1+BT) командира 9./KG 76. Сам немецкий пилот-комэск и один из членов экипажа, несмотря на полученные в ходе боя ранения, приземлились на парашютах в расположении своих войск. Остальные два члена экипажа оказались по другую сторону линии фронта и значатся пропавшими без вести». 
"Воевал в составе 721 иап ПВО. 13 июля 1942 г. у д. Каменка Воронежской обл. в неравном бою, будучи раненным, таранил Me-109. Приземлился на парашюте. 15 сентября под Сталинградом таранил Ju-88. "
«Первый таран С. Кырчанов совершил 13 июля 1942 года возле деревни Каменка Воронежской области, когда в бою против трех вражеских истребителей направил свой горящий самолет на врага и спустился на парашюте. За этот подвиг Степан Кырчанов был награжден орденом Красного Знамени. Второй таран С. Кырчанов совершил 15 сентября 1942 года под Сталинградом, когда сбил бомбардировщик „Юнкерс“»
Есть сведения о ещё одном таране, совершённом Степаном Фёдоровичем Кырчановым на ЛаГГ-3, (два источника), дата уточняется.

 
"Летчик С.Ф. Кырчанов из 252-го иап таранил немецкий истребитель Bf 109. Цельнометаллический "немец" от удара разрушился, а деревянный советский самолет благополучно приземлился."  
В биографических статьях С.Ф. Кырчанова сообщается о награждении лётчика Кырчанова за тараны Орденом Красного Знамени, но по сохранившимся в архивах документам Степан Фёдорович Кырчанов был внесён в наградной лист и представлен за боевые заслуги к награждению Орденом Красного Знамени за полмесяца до того, как совершил первый таран. К Ордену Красного Знамени представлен 31 июня 1942 г., а первый таран Кырчанов совершил 13 июля.
Орден Ленина, представление на который готовил командир полка Голубенков после тарана, Кырчанову не был вручён, награждён Орденом Красного Знамени, к которому был представлен за полмесяца до тарана.
Плен и побеги
5 февраля 1943 года Степан Кырчанов был сбит в воздушном бою. В Невьянск, где проживали родственники Степана Кырчанова, пришло извещение о пропаже без вести.
В книге «Память. Российская Федерация. Свердловская область» по городу Невьянску, Невьянскому району значится:
«Кырчанов Степан Федорович, мл. лейтенант, погиб в феврале 1943 г.»2.
Степан Кырчанов был сбит в районе Курска, совершил вынужденную посадку на территории противника. Несколько суток пробирался к своим. Шёл через лес: раненый, голодный, мела метель, через двое суток Кырчанов понял, что заблудился — вышел к своему сломанному самолёту. Степан терял сознание, приходил в себя и шёл дальше, по сугробам. 9 февраля, когда не стало сил бороться со сном, Кырчанов зарылся в сугроб и уснул — разбудило его рычание собак и крики на немецком языке, Кырчанов попытался выхватить пистолет, был жестоко избит и взят в плен.
Сначала Степана отправили в концлагерь Мосбург (Бавария). Бежал, был повторно пойман на территории Чехословакии и отправлен в лагерь Ламсдорф. Снова бежал и опять неудачно. Находился в лагерях военнопленных в городах: Орел, Смоленск, Лодзь Люзбург. Третий побег из лагеря удался: двадцать дней Степан с другом Мелентием Вотинцевым шли на юго-восток, через 20 дней обратились за помощью к словацким мирным жителям: словаки прятали их в сарае на ночлег, кормили, достали оружие, помогли попасть в расположение словацких партизан.
Кырчанов знал, что семье сообщили о его гибели и чтобы не давать преждевременно надежды родным, решил не сообщать им о своей реальной судьбе и произошедшей ошибке. Степан посчитал, что мать его оплакала и привыкла к горю, а если сообщить ей, что он жив, мать обрадуется, но пока он находится на войне — в любой момент может погибнуть и матери придётся его оплакивать второй раз, Степан решил, что лучше вернуться живым, с Победой, и стать для матери дважды рождённым, а не дважды погибшим.
Участие в партизанском движении
Воевал в партизанской бригаде под руководством Волянского Евгения Павловича. Из числа советских офицеров, бывших военнопленных, и словацких патриотов Кырчанов организовал партизанскую ударную группу. В августе 1944 года произошло Словацкое национальное восстание, во время которого он командовал отрядом имени Эрнста Тельмана в районе города Зволен.
Степан Кырчанов вместе с членом Словацкой коммунистической партии Павлом Болко организовал партизанский отряд имени Эрнста Тельмана 2-й партизанской бригады «За свободу славян» и был его командиром с августа 1944 года по март 1945 года. В отряде было 150 человек.
Партизаны отряда, которым руководил Степан Кырчанов взрывали мосты, нападали на тыловые подразделения, громили склады и обозы гитлеровцев, вели агентурную разведку.
В архиве Украинского штаба партизанского движения сохранились донесения одной из операций. Командир бригады, капитан Волянский, поручил Кырчанову провести ответственное задание. Это произошло, когда среди европейских союзников Гитлера, осталась лишь одна Венгрия. В пограничном поселке Томашевцы, где держал оборону отряд имени Тельмана, которым командовал Кырчанов, появились венгерские связные: капитан Киш и граф Зичи. Они обратились к Кырчанову с просьбой помочь представителям фашистского диктатора Хорти встретиться с главным командиром партизанского соединения. Согласовав вопрос с Волянским, Кырчанов с группой автоматчиков, доставил в штаб бригады трех членов венгерской правительственной делегации: генерала Габора Фараго, графа Бела Телеки и советника министерства иностранных дел Домокоша Сент-Ивани. После переговоров, в которых принимал участие и Кырчанов, на Большую землю ушла радиограмма:
«Сталину, Хрущеву, Строкач.
Правительственная делегация Венгрии находится у нас. Возглавляет делегацию генерал-полковник, бывший военный атташе в СССР Фараго Габор. Делегация имеет полные полномочия и письмо Хорти к Сталину. Задача переговоров — полный политический переворот и вступление в войну с Германией. Высылайте самолет ночью 30 на 1 октября. Сообщите.
Ждать не можем. Волянский. Макаров».
Специальный самолет в обусловленное время прибыл на повстанческий аэродром. Вечером 1 октября из Киева радировали о благополучном прибытии венгерской делегации.
В Словакию, для борьбы с повстанцами, немецкое командование перебросило в районы действия партизан отборные, отлично вооруженные дивизии: «Рейх», «Хорст Вессель», «Татра», «Принц Евгений», а также авиационные части. Штаб бригады принял решение уходить в горы. С тяжелыми боями через село Зволинская Слатина, повстанческие отряды пробились в район Низких Татр. Осенью 1944 года бригада партизан попала в окружение, не хватало продуктов, одежды, обуви. Партизаны прорывали окружение одновременно на трёх направлениях. Особенно тяжелое положение складывалось на правом фланге, где сражался отряд Кырчанова. С потерями, партизанская бригада все же вырвалась из окружения.
25 марта 1945 года Степан Кырчанов был направлен в распоряжение 15-й воздушной армии в городе Шауляй. В течение двух дней прошёл фильтрационную проверку органами СМЕРШ.
Работа после войны
После демобилизации из армии в 1946 году в звании младшего лейтенанта, Степан Фёдорович продолжил учёбу в вечерней школе, одновременно, с 1946 по 1949 год работал на разных предприятиях: слесарем по ремонту шлифовальных станков на ГПЗ-6 (г. Свердловск), механиком участка и заведующим механической мастерской на 4-м разрезе треста «Волчанскуголь», механиком и заведующим ремонтной мастерской Свердловского трамвайно-троллейбусного управления. Проживал в Свердловске, на улице Испанских рабочих, дом 31, кв. 1.
В течение следующих 11-ти лет (1949—1960) работал в геологоразведочных партиях трестов «Уралцветметразведка» и Уральского геологического управления — в должностях главного механика Байкальской, Уфалейской, Воронцовской геологоразведочных партий, в Уральской геологоразведочной экспедиции, Буланашской партии.
В связи с работой в геологоразведочных экспедициях жил в городе Краснотурьинске, 1955 году переехал в Богданович, после проживал в городе Артемовский и в Свердловске.
В 1960 году окончил Свердловский горно-металлургический техникум по специальности «Горная электромеханика» (заочное отделение), после окончания техникума (1960—1961) работал начальником и механиком участка в Уральском строительно-монтажном управлении треста «Союзшахтоосушение», затем один год (1961—1962) состоял групповым инженером-механиком в институте ГИТИ (г. Свердловск).
С августа 1962 г. и до выхода на пенсию Кырчанов работал в Уральской гидрогеологической экспедиции Уральского территориального геологического управления в должности главного механика Экспедиции. Его мирный труд, рационализаторские предложения неоднократно отмечались грамотами Министерства геологии.
Скончался 8 мая 1992 года. Прах Степана Фёдоровича захоронен в могиле его супруги Лидии Николаевны Добровольской на Широкореченском кладбище Екатеринбурга.

## Семья
Отец Кырчанова Степана Фёдоровича  --  Фёдор Павлович (отец умер, когда Степану было 3 года), мать — Ольга Моисеевна, братья: Кырчанов Михаил, Кырчанов Александр, сестра — Кырчанова Анна (в замужестве Чистякова). 
Официальные браки: последние годы жизни состоял в браке, имя вдовы - Мария Емельяновна, до этого — брак с Лидией Николаевной Добровольской (годы жизни Л. Н. Добровольской (Кичигиной) — 1910—1980), (в браке воспитывал сына-подростка от предыдущего брака супруги — Виктора (Викторина) Михайловича, В.М. Добровольский проживает в Екатеринбурге). 
Кырчанов С.Ф,  с супругой Лидией Николаевной, проживал в Свердловске (Екатеринбурге) на улице Вайнера (Екатеринбург) , в доме 9А.
Гражданский брак с Лидией Васильевной Носовой (05.04.1919 (по метрикам 25.03.1920) — 28.03.2004), общая дочь — Светлана Степановна (26.04.1948 г.р., окончила УПИ, проживает в Подмосковье), внуки — Наталья и Павел (проживают в Подмосковье). 
В книге В.Я. Комарского "Геологоразведчики Урала в Великой Отечественной войне 1941—1945 гг. Выпуск 4" допущены технические ошибки: указано, что супругу Степана Фёдоровича звали Анна Александровна, приведены годы жизни, не соответствующие годам жизни жён Степана Фёдоровича Кырчанова, также в справочнике указана дата рождения Степана Фёдоровича 7.01.1917, вместо 7.12.1917 (по старому стилю, по новому стилю - 20.12.1917) . 

## Награды и почетные звания
Именем Степана Кырчанова в 2023 году названа улица в Екатеринбурге.
Награды:
- Орден Красного Знамени, (№ 63/н от: 31.06.1942 и 31.07.1942)
- Орден Красного Знамени — требует уточнения: в большинстве публикаций в СМИ о Кырчанове сообщается, что Орден Красного Знамени он получил за таран, но по спискам 721 истребительного авиационного полка, он был представлен к награде Орден Красного Знамени за пол месяца до совершения первого тарана.[22];[23]
- Орден Отечественной войны 1 степени (06.11.1985)[22]
- Медаль «Партизану Отечественной войны» 1 степени (22.02.1945)[24],
- Чехословацкая медаль «За храбрость» и другие.
- Общественная награда: памятный знак «Лётчик — Талалихинец».

Почётный гражданин посёлка Томашевцы (Tomášovce) в Словакии, города Зволен в Чехии и села Касторное в Курской области .
В некоторых наградных документах 721 истребительного авиа-полка допущена ошибка в фамилии Кырчанов (Керчанов).

## В литературе
Жизнь Степана Кырчанова стала основой для многочисленных публикаций в СМИ и документальной повести Абрамова, Александра Семёновича, «Замок на реке Грон». Повесть была первоначально опубликована составе сборника из двух частей в Средне-Уральское книжное издательство, 1974 г. (30 000 экз.), также была опубликована в журнале № 4 за 1974 год  "Урал" , а в 1984 г. повесть была переиздана отдельной книгой (10 000 экз.)
Степану Кырчанову и совершённому им тарану посвящён один из рассказов в сборнике А. С. Абрамова «Двенадцать таранов».
Журнал "Уральский следопыт" - статья Абрамова А.С . "В августе сорок четвёртого" (май, 1985 г.)
В мемуарной книге Иконникова С. Н. «Война глазами авиаинженера» Степану Кырчанову посвящена глава «Он мужественно сражался в небе и на земле» (1993 год).